# Mariella Zanetti
Karla Mariella de Guadalupe Sánchez Zanetti (Trujillo, 9 de mayo de 1976), más conocida como Mariella Zanetti, es una actriz, ex-vedette, personalidad de televisión y empresaria peruana.

## Biografía
Criada por su madre soltera, Aurora, estudió la primaria en el colegio Javier Heraud y la secundaria en el Dante Alighieri de Trujillo. Este último desempeñó como en los certámenes de belleza locales.
En sus primeros años estudió teatro, danza contemporánea, cámara y televisión.
A las 18 años estudió comunicaciones en la Universidad San Juan Bautista sin ejercer tal profesión. Para entonces, tuvo un rol secundario en el programa de televisión JB Noticias de Latina Televisión, incluyendo la serie cómica La paisana Jacinta. Posteriormente por sugerencia de los productores Juan Bojanich y Efraín Aguilar, entró como vedette a lado de Tula Rodríguez. Desde entonces tuvo apariciones en diversos programas del mismo corte, convirtiéndola en sensación local.
En 2000, participó con Carlos Álvarez en el Canal A. Sin embargo, según declaró la propia Zanetti, fue separada por no participar en un evento organizado por Alejandro Toledo.
En 2002 América Televisión la contrató para conducir el programa humorístico Risas de América. Con la nueva tendencia de la revista musical popular, destacó sus números en televisión, y entrevistas con celebridades de la música como Oscar d'León. Fue considerada, en palabras del productor José Luis Aguilar, como «uno de los pilares del programa», mientras que Magaly Medina elogió su desenvolvimiento en sus imitaciones. A pesar de su rivalidad con otras figuras femeninas y propuestas de programa de media noche, ella mantuvo su rol e imagen principal en diferentes segmentos hasta su cierre en 2013.
En 2006, en simultáneo con América, entró como protagonista en la obra erótica La Nené, del director Fernando Vásquez y basada en la icónica prostituta limeña La Nannette. Una nueva temporada se lanzó meses después a otras ciudades peruanas en que se tomaron más libertades creativas. Si bien dejó el vedettismo en 2007, siguió en la participación de otras obras teatrales: Orgía y Preciosas malditas, a lado de Reynaldo Arenas; y No hay ladrón que por bien no venga, del director Rafael Sánchez Mena en el Instituto Italiano de Cultura. En 2010 fue fichada para participar otra obra dirigida por Richard Torres pero fue cancelada por último momento tras un percance con los serenos de la zona.
Mariella Zanetti tuvo otras persentaciones ajenas a la televisión. En 2009 incursionó como promotora del circo popular a lado de su reparto del programa Risas. En el 2010 postuló para ser regidora en el distrito de Santiago de Surco, bajo el mando de Roberto Gómez Baca, labor que ejerció entre 2011 y 2014. En 2008 tuvo un rol secundario en la película de tono dramático Cielo oscuro, estrenado en 2012. En 2013 condujo un programa radial en La Mega.
En 2014, después de la cancelación de Risas, fue fichada para El especial del humor, su anterior competencia de Latina Televisión. Destacó la imitación a Gisela Valcárcel. Posteriormente participó en varias producciones de América; en 2011 obtuvo un papel en Gamarra y en 2015 en las telenovelas Locura de amor y Amor de madre.
En 2017 compitió en Los reyes del playback con su imitación del cómico ambulante, Mayimbú, que fue la ganadora del día con el 90% de los votos.
En 2021 es copresentadora del programa América hoy, en que asumió temporalmente como principal en reemplazo de Melissa Paredes, una semana después fue reemplazada por Brunella Horna. Al año siguiente asume como presentadora del programa especial El reventonazo del verano, en reemplazo de Ernesto Pimentel, debido a la operación a la cadera de este, aunque tres meses regreso, terminando la participación de Mariella.
Luego de su salida temporal en la televisión, es invitada recurrente a los programas de América Televisión, como panelista en América hoy, participando en algunos segmentos. En 2023, participó y se convirtió en la ganadora de la tercera temporada de El gran chef famosos. En 2025, volvió a concursar en la décimoquinta temporada pero abandonó la competencia.

## Vida privada
Tiene 2 hijos, Gamile Odé nacida en 2003 y Maximiliano "Massi" Blondet en 2016. Sus hijos aparecieron en la duodécima temporada de El gran chef famosos.

## Créditos

### Televisión
| Año       | Título                    | Canal              | Notas                                          | Ref.          |
| --------- | ------------------------- | ------------------ | ---------------------------------------------- | ------------- |
| 1994-1998 | JB Noticias               | Latina Televisión  | Incluye su participación en La paisana Jacinta | [ 1 ]         |
| 2002-2013 | Risas de América          | América Televisión | Rol estelar y presentadora                     |               |
| 2010      | Matadoras                 | América Televisión | Judith “Yuyu” de Cordero                       | [ 49 ]        |
| 2011      | Gamarra                   | América Televisión | Betty                                          | [ 8 ]         |
| 2014-2015 | El especial del humor     | Latina Televisión  | Rol secundario                                 | [ 36 ]        |
| 2014      | Espectáculos              | Latina Televisión  | Presentadora en la temporada de verano         | [ 50 ] [ 51 ] |
| 2014      | El valor de la verdad     | Latina Televisión  | Participante                                   | [ 52 ]        |
| 2015      | Amor de madre             | América Televisión | Josefina                                       | [ 53 ]        |
| 2015      | Locura de amor            | América Televisión | Rubí                                           | [ 40 ]        |
| 2017      | Los reyes del playback    | América Televisión | Concursante                                    | [ 41 ]        |
| 2019      | Los Vílchez               | América Televisión | Ramona                                         | [ 6 ]         |
| 2021      | América hoy               | América Televisión | Copresentadora (Interina)                      | [ 42 ]        |
| 2021      | Junta de vecinos          | América Televisión | Azucena Candela Candela                        | [ 54 ]        |
| 2021      | El artista del año        | América Televisión | Jurado VIP                                     | [ 55 ]        |
| 2022      | El reventonazo del verano | América Televisión | Presentadora                                   | [ 44 ]        |
| 2022      | Aquí todo se puede        | ATV                | Segmento «Convénceme si puedes»                | [ 56 ]        |
| 2023      | El gran chef famosos      | Latina Televisión  | Ganadora (1° Puesto)                           | [ 57 ]        |

### Cine
| Año  | Título                        | Notas                 | Ref.          |
| ---- | ----------------------------- | --------------------- | ------------- |
| 2007 | La gran sangre                | Debut cinematográfico | [ 58 ] [ 59 ] |
| 2012 | Cielo oscuro                  | Betty                 | [ 60 ]        |
| 2020 | La Foquita: El 10 de la calle |                       | [ 61 ]        |
| 2022 | Soy inocente                  |                       | [ 62 ]        |

### Teatro
| Año       | Título                              | Notas                  | Ref.   |
| --------- | ----------------------------------- | ---------------------- | ------ |
| 2006      | El arte de las putas                |                        | [ 63 ] |
| 2006      | La Nené                             | Rol protagónico        |        |
| 2007      | La Nené                             | Rol protagónico        |        |
| Orgía     |                                     | [ 28 ]                 |        |
| 2008      | Preciosas malditas                  |                        | [ 64 ] |
| 2008      | Haz perro muerto                    | Obra de Efraín Aguilar | [ 65 ] |
| 2008-2009 | Baño de mujeres                     |                        | [ 6 ]  |
| 2010      | No hay ladrón que por bien no venga | Matilde                | [ 27 ] |
| 2024      | Grandiosas                          |                        | [ 66 ] |